# Pha That Luang
Laosz fővárosának, Vientiánénak legnagyobb nevezetessége a Nagy Királyi sztúpa (That Luang), amely egyben az ország jelképe és legjelentősebb nemzeti szimbóluma is. A sztúpák (más néven that)- amelyek a buddhizmus laoszi elterjedésével jelentek meg, s általában a történelmi Buddha földi maradványainak őrzőhelyéül szolgáltak - építése Laoszban hosszú évszázadokon keresztül máig is ható hagyomány maradt.

## Története
A helyén már korábban, a 3. században, a mon királyság idején is állt egy sztúpa, amely a hagyományok szerint Buddha relikviáit rejtette magában. Ezt a 11-13. században a Khmer Birodalom idején kibővítették és széles templomkörzetté építették ki, a térség tehát időtlen idők óta fontos szellemi-vallási központ volt. A laoszi birodalomalapító Fa Ngum a khmerektől öröklött sztúpát továbbépíttette, s végül Szetthathirat, laoszi király a 16. század közepén a buddhista világ egyik legcsodálatosabb templomkörzetét alakította ki.
A legenda szerint a That Luangot a buddhista időszámítás szerinti 236-ban alapították, amely a mi időszámításunk szerinti kb. a 307. évet jelenti, amikor öt lao szerzetes (srámana) indiai tanulmányútjukról hazatérve magával hozta Buddha mellcsontját. Az öt szerzetesnek sikerült meggyőznie Vientiane urát, Phaya Chanthaburi Pasithisakot, hogy emeljen egy sztúpát az ereklye fölé "azoknak, akik imádkozni és tisztelegni szeretnének előtte". Az eredeti építmény állítólag sírdomb formájú volt és kőből készült, négy oldalszárnnyal, amelyek egyébként 10 méter hosszúak, 4 méter szélesek és 9 méter magasak voltak. Sokak szerint ez az ősi építmény még ma is ott pihen a That Luang jelenlegi épületének belsejében.
A That Luang második történelmi átépítése a "hatalmas" Szetthathirat király nevéhez fűződik, aki végleg befejezte azt, amit apja, Phothisarat király elkezdett, nevezetesen áttelepítette a lao fővárost Luang Prabangból Vientianéba. A nagy sztúpa építése 1566-ban kezdődött egy egykori khmer templom helyén, majd a következő években négy kisebb templomot építettek a központi that köré a négy égtáj felé fordítva. A szent körzetet ez a négy pagoda veszi körül ma is.

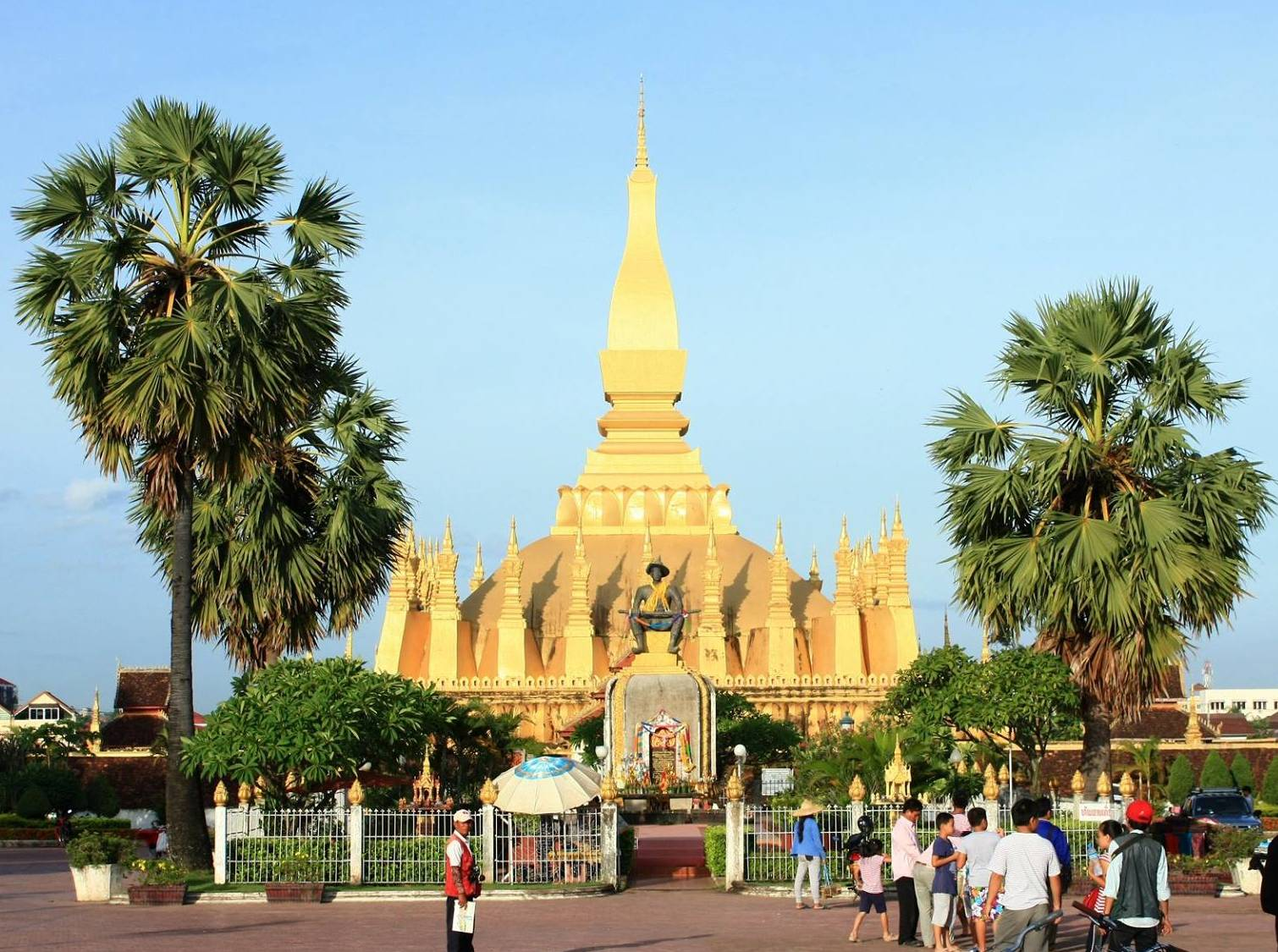
Szetthathirat király szobra és a Sztúpa

1641-ben, közel 70 évvel a That Luang befejezése után, Vientianéba látogatott a Holland Kelet-indiai Társaság képviselője, bizonyos Gerrit Van Wuysthoff. A That Luang rendkívül nagy hatást gyakorolt rá, szerinte az építmény egy „hatalmas piramis, amelynek tetejét legalább fél tonna súlyú aranylevél borítja”. Lelkesedése igazán figyelemreméltó, főképp, ha nem felejtjük el, hogy Wuysthoff olyan protestáns üzletember volt, akit valójában csak a pénz, és nem Laosz szépsége érdekelt.
Kevésbé barátságos hangvételű az a beszámoló, amely az olasz Gian Filippo de Marini tollából származik és 1664-ben jelent meg Franciaországban, s amely szerint Vientiane minden egyes utcasarkán pogány bujálkodásnak volt szemtanúja. Mindezek ellenére, amikor a That Luangról ír, hangvétele megdöbbentően lírikussá válik: a nagy központi tornyot "olyan finom megmunkálású aranylevelek borítják, amelyeket úgy rögzítette, hogy a legkisebb szellő, fuvallat is mozgásra készteti őket, s ilyenkor az embernek az az érzése támad, mintha egy zenei koncerten ülne".

## Külső felépítése
A Nagy Királyi sztúpa egyike a buddhizmus legnagyobb építményeinek. A négyszögletű, 85 x 85 méteres szent területet fal övezi, s maga a sztúpa háromszintű talapzaton áll: az alsó szint 69 x 69 méteres, a középső 48 x 48 méteres, a felső szint pedig 30 x 30 méteres. Maga az égbe törő, hosszúkás formájú, 45 méter magas sztúpa lótuszt formál és harminc kisebb, szinte tűszerűen karcsú sztúpa van körülötte, amelyek a buddhista erényeket jelképezik. Néhány évvel ezelőttig csupán a sztúpa csúcsai voltak aranyozottak, de az évek múlásával egyre több aranyfestményt vittek fel a falakra, így a mai formájában már a teljes építmény aranyban pompázik. Az épület által keltett hatás naplemente előtt és a That Luang Fesztivál ideje alatt a leggyönyörűbb.
A nagy épület még ma is meglepően hasonlít egy erődítményre. Magas falú kerengő veszi körül, amelyet csak apró ablakocskák szakítanak meg, belépni pedig csak a dúsan aranyozott, vörösre lakkozott ajtókon keresztül lehet, amelyek a középkori tornyokon láthatók. A keskeny, hegyes, alacsonyabb sztúpák körbeveszik a központi thatot. Ha közelebbről is szemügyre vesszük az épületet, a bőséges vallásos jellegű díszítésből is rá lehet jönni az épület szent mivoltára. Naga kígyók (a théraváda buddhizmus jellemző karakterei) harcolnak a helyért az aranyozott Buddha-alakokkal és a stilizált lótuszvirágokkal.

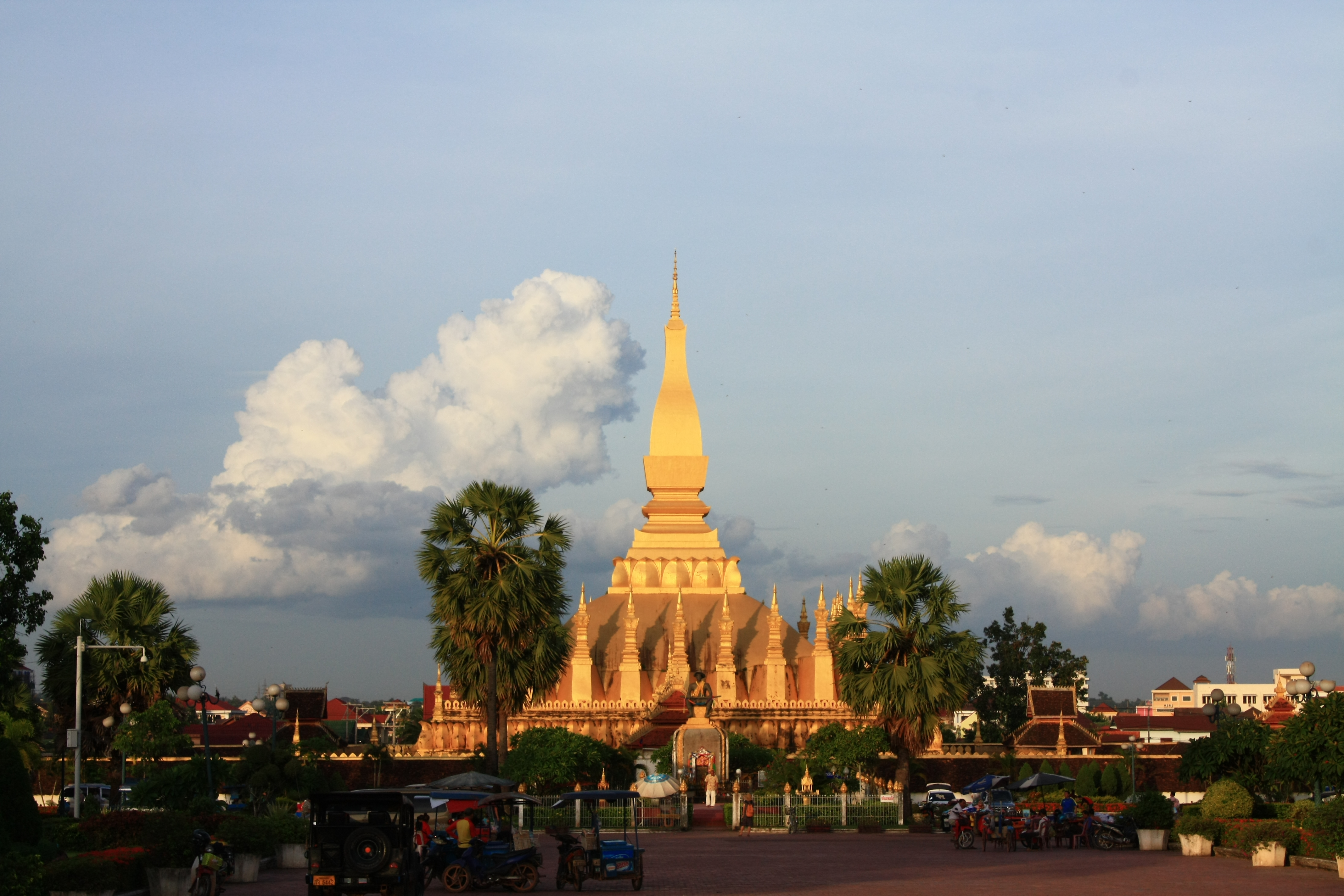
That Luang

A kerengőn belül több elkopott Buddha ábrázolás is látható, melyeket nagy gonddal őrizhettek a khmer templomban, melynek helyén ma a sztúpa áll.
A főbejárattól úgy 80 méterre, egy fehér talapzaton kapott helyet Szetthathirat király szobra. Térdein pihenteti azt a görbe kardot, amely a That Luangnak, a lao nemzet szívének őrzésére szolgál.
Az utóbbi időben több arculatváltáson is átesett a That Luang körülötti tér. A poros kis környéket először lekövezték és biztonságosabbá tették a gyalogosok számára, majd több épületet is felújítottak, valamint újakat is építettek a fő sztúpa köré. A mai pompájában igazán elmondható róla, hogy a világ legszebb építményei közé tartozik.

## Jelentősége
A Nagy Királyi sztúpa sajátosan egyedi és eredeti építmény, amelynek látványa igen nagy hatással van minden látogatóra. Ezért nem véletlen, hogy nemcsak Laoszban, hanem az egész buddhista világban az egyik legfontosabb zarándokhelynek számít. A lao emberek számára nagy spirituális jelentőséggel bír, mivel a 16. század közepén történt megépítése óta - akkoriban ez volt a Lan Szang Szetthathirat Királyság legkülönlegesebb sztúpája - mindig is Laosz függetlenségének és szuverenitásának jelképe volt. Különös és egzotikus építmény, amely a buddhista templomok jellegzetességeit és egy erődítmény tulajdonságait egyesíti magában.
A mai napig fontos szerepet tölt be a sztúpa a laosziak életében. A főváros ékkövének számító épületre egyre több turista is kíváncsi, akiket azonnal megragad a hely vonzereje és gyönyörűsége. Jelentőségét tovább növeli, hogy a fő sztúpához kapcsolódik a laoszi nép egyik fő ünnepe, a That Luang ünnepség.

## That Luang Fesztivál
A nagy számú laoszi ünnepek sorából kiemelkedik a That Luang ünnep, amelyet a novemberi telihold közeledtével rendeznek meg (a holdnaptár szerinti 12. hónap holdtöltével tartják). Korábban a legfontosabb vallási, majdnem nemzeti ünnepnek számított, a rendezvényen a királyi család is részt vett. Ilyenkor a Vientiane-ban található That Luang sztúpa és környéke néhány napra egy vásári forgatag központi helyszínévé alakul. Ekkor az építmény körüli szabad teret ellepik az utcai árusok. 

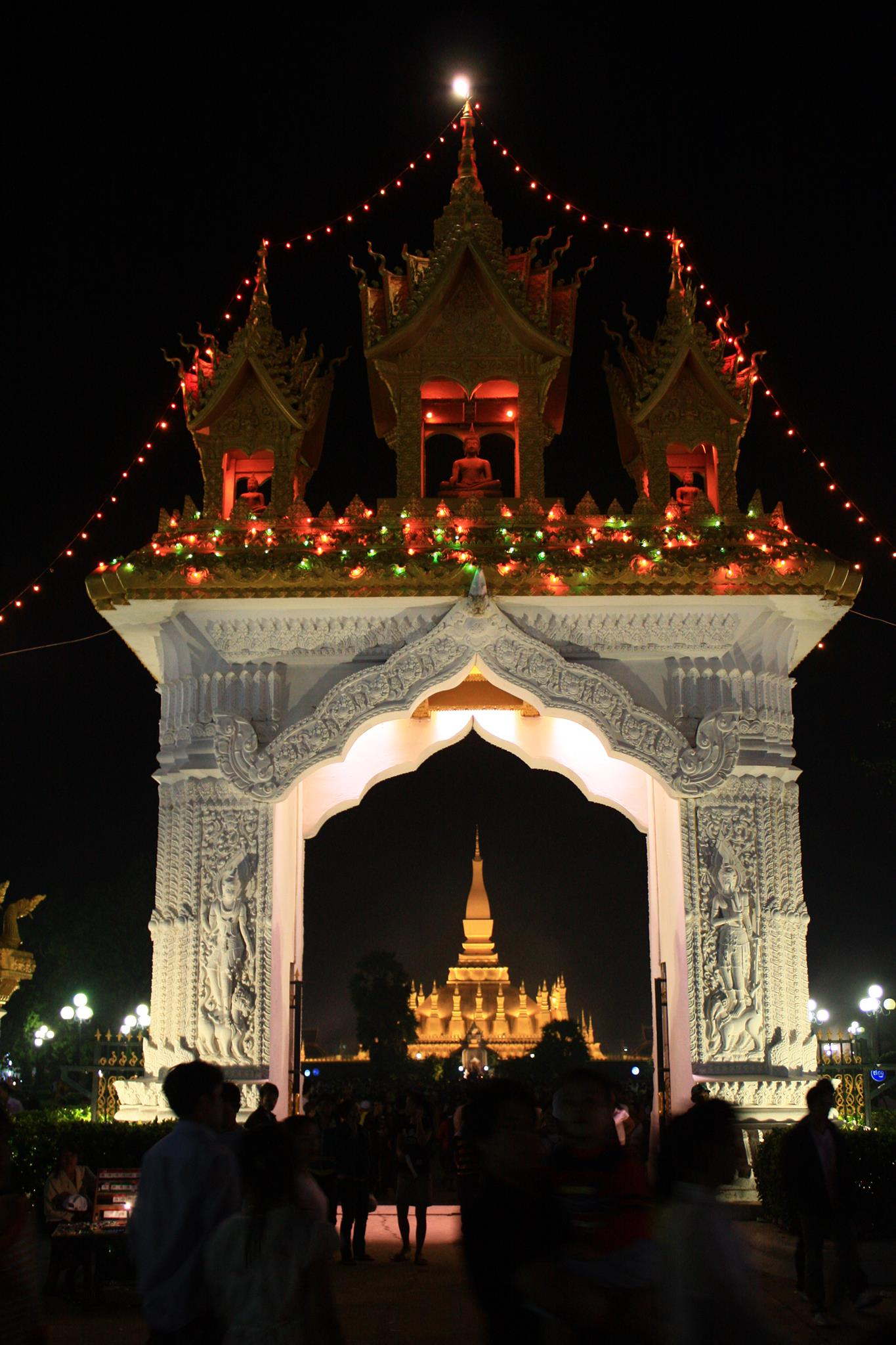
That Luang Fesztivál

Az egy héten át tartó fesztivált egy alamizsna adó ünnepség nyitja meg, amelynek során a lakosok adományokat nyújtanak a sztúpa előtti téren összegyűlt több száz buddhista szerzetesnek (más néven boncok). Mivel ez az egyik legjelentősebb esemény az év során, így szinte minden lao, aki teheti, ellátogat a That Luanghoz, hogy tiszteletét tegye. A fesztivál többi napján koncertek és különböző előadások is megtekinthetők a téren. Az utolsó este az egész város megmutatkozik, hogy felajánlásokat tegyen a That Luangnál.
Napjainkban az ünnepség kissé kezdi átvenni az európai vagy amerikai szemmel ismert fesztiválok hangulatát, de továbbra is nagy hangsúlyt fektetnek a vallási mivoltára és a hagyományokra.